# Aristida dominii
Aristida dominii är en gräsart som beskrevs av Bryan Kenneth Simon. Aristida dominii ingår i släktet Aristida och familjen gräs. Inga underarter finns listade i Catalogue of Life.